# Harald Sörensen-Ringi
Harald Sörensen Ringi (né en 1872 à Tunadal, mort en 1912 à Stockholm) est un sculpteur suédois.

## Carrière
Harald Sörensen Ringi a étudié à la Konstfack et l'école de l'association des artistes (sv) à Stockholm puis en 1896 à Paris. 
Après son retour de Paris il entre en apprentissage chez Per Hasselbergsvägen et plus tard repart étudier l'art à Paris .
Sa production est surtout constituée de bustes. 
Ses œuvres les plus célèbres incluent la statue de Gustav Adolf à Sundsvall et la sculpture Vågen  qui a été exposée dans le pavillon suédois à l'exposition universelle de Paris en 1900.

## Galerie

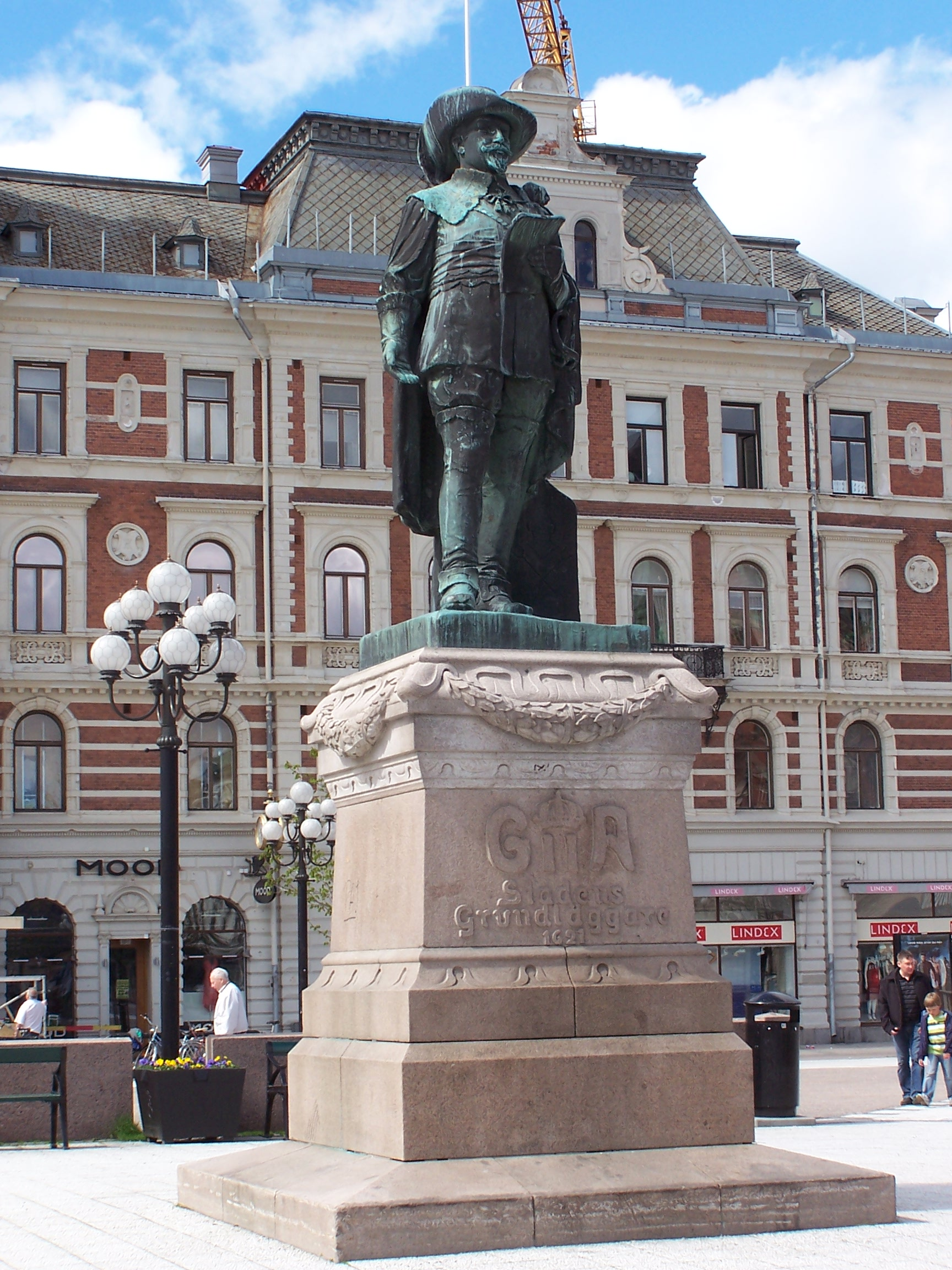
La statue de Gustav Adolf à Sundsvall.
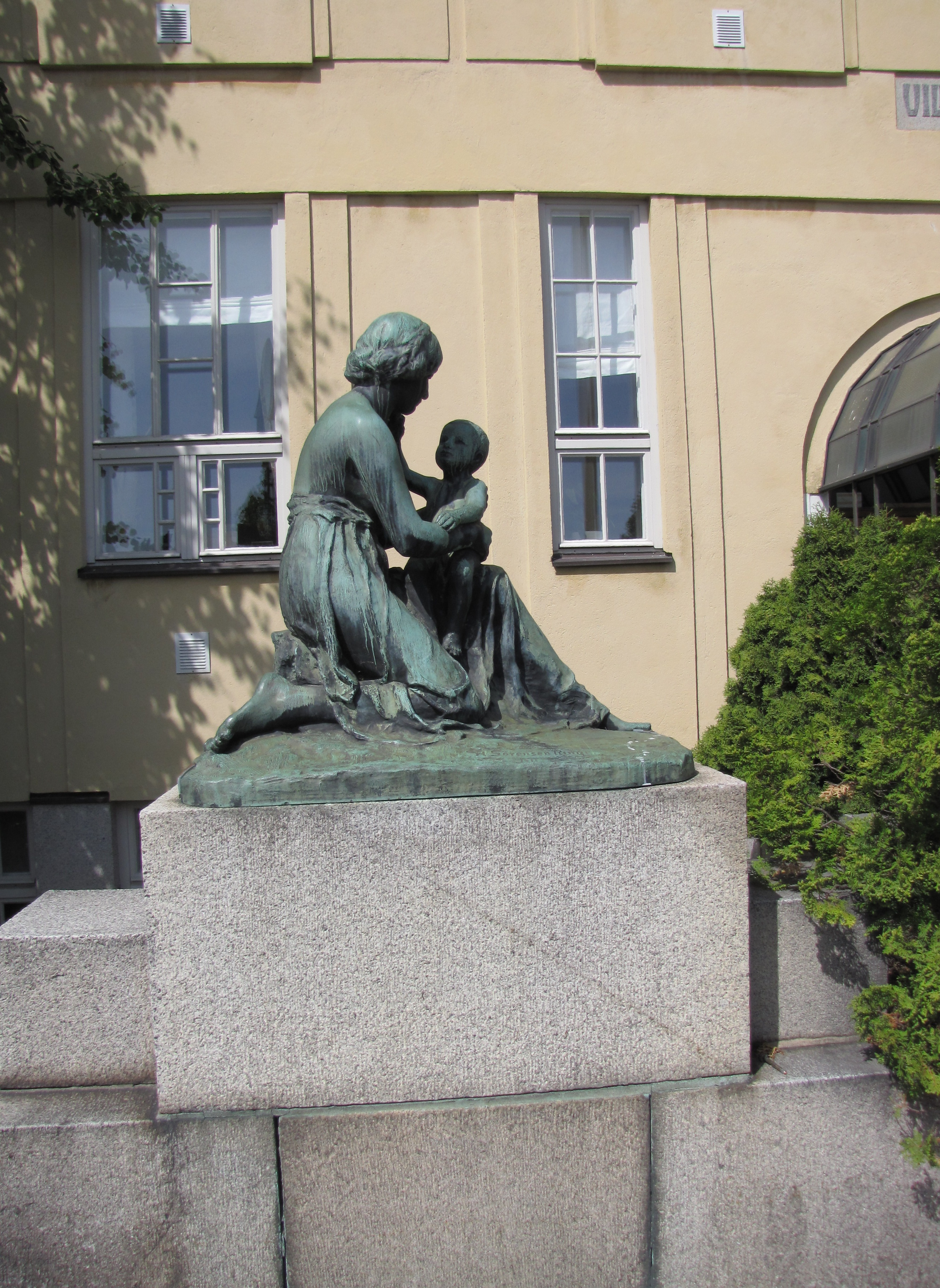
Statue La Joie de la Maternité, villa Ensi, Eira.
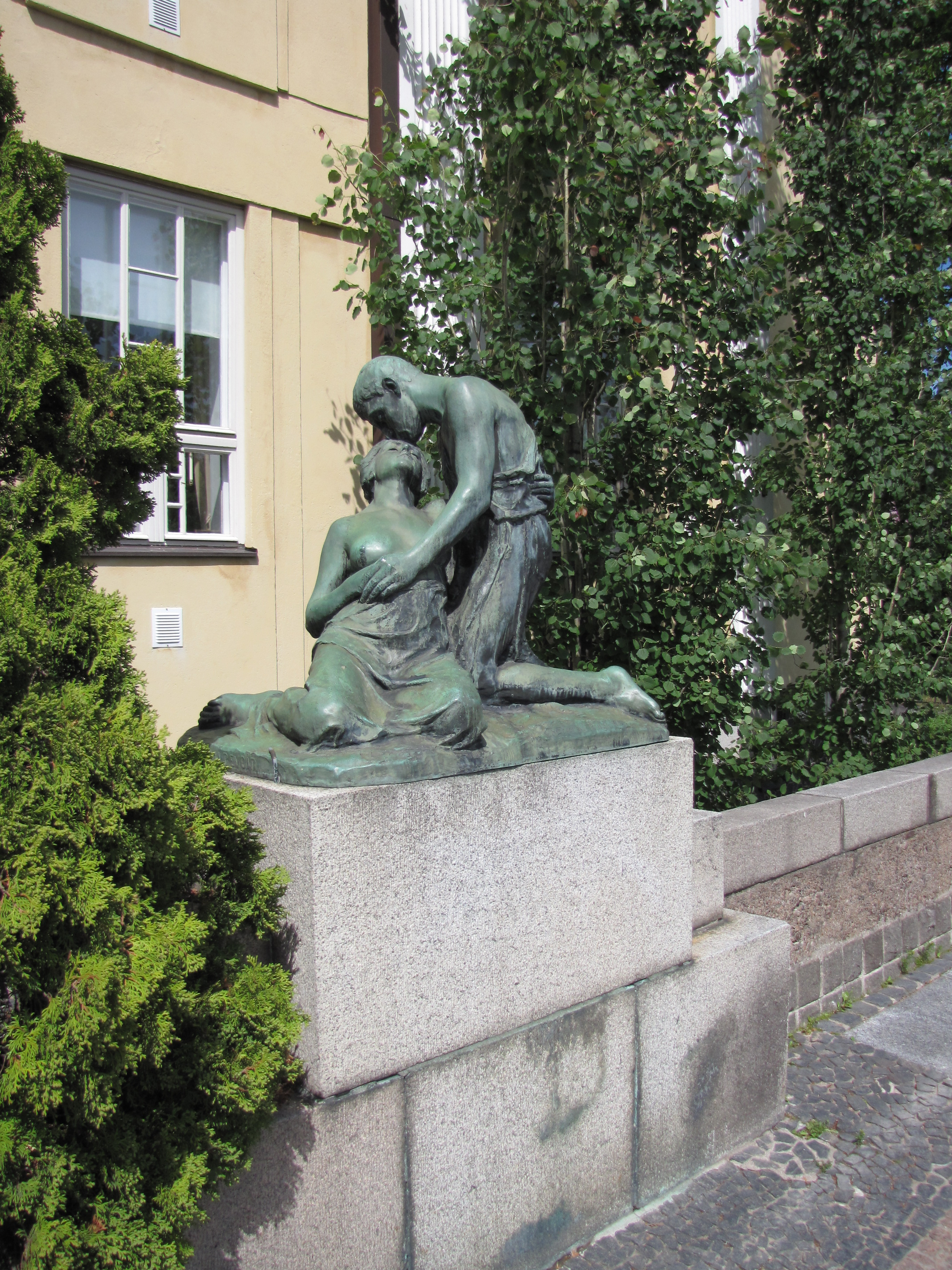
Statue Au revoir, Villa Ensi, Eira.